# 조던 나가이
조던 나가이(Jordan Nagai, 2000년 2월 5일 ~ )는 미국의 배우, 텔레비전 배우, 성우, 영화배우이다.
로스앤젤레스에서 태어났다.

## 영화
- 더그의 특별 임무 (2009년)
- 업 (2009년) - 러셀 목소리 역